# دانشگاه صنعتی امیرکبیر واحد ماهشهر
دانشگاه صنعتی امیرکبیر واحد ماهشهر واحدی دانشگاهی در ماهشهر است که در سال ۱۳۸۰ بر مبنای قراردادی میان پتروشیمی و دانشگاه صنعتی امیرکبیر پدید آمد. این واحد هم‌اکنون دارای ۳۰۰ دانشجو اعم از کارشناسی، کارشناسی ارشد، دکترا در رشته‌های مربوط به شیمی می‌باشد (پلیمر، پتروشیمی، عمران محیط زیست و…) از دستاوردهای این دانشکده کسب رتبه در مسابقات کمیکار، ارائهٔ مقالات متعدد حول صنعت پتروشیمی، ایجاد محیطی مناسب بین صنعت و دانشگاه، و غیره می‌باشد. با توجه به ارتباط مداوم دانشجویان این واحد با شرکت‌های صنایع پتروشیمی واقع در منطقه ویژه اقتصادی پتروشیمی ماهشهر از این واحد با عنوان قطب صنعتی مهندسی شیمی و پلیمر در ایران یاد می‌شود و دانشجویان این واحد از نخبگان حوزه صنعت پتروشیمی در ایران به‌شمار می‌آیند.